# Миктиколь
Миктико́ль (каз. Мықтыкөл) — село у складі Шортандинського району Акмолинської області Казахстану. Входить до складу Бектауського сільського округу.
Населення — 330 осіб (2021; 249 у 2009, 211 у 1999, 236 у 1989).
Національний склад станом на 1989 рік:
- росіяни — 43 %;
- поляки — 20 %.

До 2007 року село називалося Баришевка.